# ETV Piranhhas
Die ETV Piranhhas sind eine Floorballmannschaft und spielen in der Floorball-Bundesliga. Die Damen spielen als ETV Lady Piranhhas in der Damen Floorball-Bundesliga. Die Piranhhas sind eine Abteilung des Eimsbütteler TV.

## Spielbetrieb
Die ETV Piranhas stellt viele Mannschaften in unterschiedlichen Altersklassen, die am Spielbetrieb teilnehmen. So beginnt es in der Jugend bei der U11 über die U13 und die U15 bis hin zur U17. Alle Juniorenteams spielen in regionalen Ligen. Im Herrenbereich nehmen drei Mannschaften am Großfeld-Spielbetrieb teil: In der Regionalliga, 2. Bundesliga und Bundesliga. Im Damenbereich nehmen zwei Teams teil: In der Damen-Bundesliga und in der Regionalliga Nord-Nordwest zusammen mit dem STV Sedelsberg.

## Trainer
- Mathis Wittneben (2018–2024)
- René Potthoff (2024–)

## Chronologie
- seit März 1996 Unihockey-Gruppe in der Leichtathletikabteilung, Initiator: Karl du Roi
- seit Dezember 1996 eigene Internet-Seite
- seit 1997 Herren-Regionalligamannschaft (Kleinfeld)
- seit 1. Juli 1998 eigene Abteilung im ETV, Initiator und 1. Vorsitzender: Karl du Roi
- seit 1. Juli 1998 Mitgliedschaft im Deutschen Unihockey Bund e. V.
- seit 2003 Herren-Bundesligamannschaft (Großfeld)
- seit 2005 Mitgliedschaft im neu gegründeten Unihockey-Landesverband Unihockey Bund Hamburg e. V.

## Erfolge
- Jugend U11: Norddeutscher Meister 2005 (Kleinfeld)
- Jugend U12: Norddeutscher Meister 2006 (Kleinfeld)
- Jugend U12: Deutscher Meister (?) 2007 (Kleinfeld)
- Jugend U13: Norddeutscher Meister 2025 (Kleinfeld)
- Jugend U14: Norddeutscher Vizemeister 2003 (Kleinfeld)
- Jugend U15: Deutscher Meister 2016 (Kleinfeld)
- Jugend U17: Norddeutscher Meister 2005 (Kleinfeld)
- Jugend U17: Deutscher Meister 2005 (Kleinfeld)
- Herren: Norddeutscher Vizemeister 2002 (Kleinfeld)
- Herren: Deutscher Vizemeister 2002 (Kleinfeld)
- Herren: Deutscher Meister 2003 (Kleinfeld)
- Herren: Norddeutscher Meister 2003 (Kleinfeld)
- Herren: Norddeutscher Meister 2006 (Kleinfeld)
- Herren: Deutscher Vizemeister 2005 (Mixed)
- Herren: Pokalsieger 2010 (Großfeld)
- Herren: Deutscher Vizemeister 2024 (Großfeld)
- Herren: Deutscher Vizepokalsieger 2024 (Großfeld)
- 2. Herren: Aufstieg in die 2. Bundesliga 2023 (Großfeld)
- Herren: Deutscher Vizemeister 2024 (Großfeld)
- Damen: Deutscher Vizemeister 2010, 2014 und 2016 (Kleinfeld)
- Damen: Deutscher Meister 2015 (Kleinfeld)
- Damen: Pokalsieger 2022 (Großfeld)
- Damen: Pokalsieger 2024 (Großfeld)